# Бал (одиниця)
Бал (від фр. balle — куля[джерело?]) — одиниця виміру сили якого-небудь природного явища (вітру, землетрусу і т. ін.).  